# Talybont-on-Usk
Talybont-on-Usk (en anglais) ou Tal-y-bont ar Wysg (en gallois) est un village et une communauté du Powys, au pays de Galles.

## Géographie
Talybont-on-Usk est situé dans le sud-est du Powys, dans le comté historique du Brecknockshire, à une dizaine de kilomètres au sud-est de la ville de Brecon. Il est traversé par la Caerfanell (en), qui se jette dans l'Usk à quelques centaines de mètres à l'est du village.
La communauté de Talybont-on-Usk comprend aussi les villages et hameaux de Llansantffraed (en), Scethrog, Aber Village (en) et Pencelli (en).

## Démographie
Au recensement de 2011, la communauté de Talybont-on-Usk comptait 719 habitants.